# Локвени
Ло̀квени (на македонска литературна норма: Локвени) е село в община Долнени на Северна Македония.

## География
Разположено е в западната част на Прилепското поле.

## История
В XIX век Локвени е част от Прилепска каза на Османската империя. В „Етнография на вилаетите Адрианопол, Монастир и Салоника“, издадена в Константинопол в 1878 година и отразяваща статистиката на населението от 1873 година Локвени (Lokvéni) е посочено като село с 9 домакинства и 38 жители българи.
Според статистиката на Васил Кънчов („Македония. Етнография и статистика“) от 1900 година Локвени е населявано от 70 жители българи християни.
На Етнографската карта на Битолския вилает на Картографския институт в София от 1901 година Локвени е чисто българско село в Прилепската каза на Битолския санджак с 10 къщи.
Според Никола Киров („Крушово и борбите му за свобода“) към 1901 година Локвени има 30 български къщи.
В началото на XX век цялото население на селото е под върховенството на Българската екзархия. По данни на секретаря на екзархията Димитър Мишев („La Macédoine et sa Population Chrétienne“) в 1905 година в Локвени (Lokveni) има 48 българи екзархисти.
След Междусъюзническата война в 1913 година селото попада в Сърбия.
На етническата си карта на Северозападна Македония в 1929 година Афанасий Селишчев отбелязва Локвени като българско село.
Църквата „Света Троица“ е изградена и осветена в 1936 година. Представлява сграда с централен купол и полукръгла апсида на източната страна.